# عبد الله دعيج الحشاش
عبد الله دعيج الحشاش (ولد في 4 مايو 1996 في المحرق، البحرين) لاعب كرة قدم بحريني يجيد اللعب في مركز المهاجم وبدرجة أقل الوسط المهاجم والجناح الأيمن. يلعب حاليا لصالح الأهلي الذي ينافس في الدوري البحريني الممتاز منذ 2022.